# Plankenstein (Plankenfels)
Plankenstein ist ein Gemeindeteil der Gemeinde Plankenfels im Landkreis Bayreuth (Oberfranken, Bayern). Plankenstein liegt in der Gemarkung Plankenfels.

## Geografie
Der Weiler Plankenstein liegt im zentralen Teil der Fränkischen Schweiz und auf der schmalen Südwestspitze einer Hochebene, die im Nordwesten vom Bach Lochau und im Südosten vom Flüsschen Truppach begrenzt wird. Zwei Fließgewässer, die beide linke Zuflüsse der Wiesent sind. Die Nachbarorte sind Meuschlitz im Norden, Schnackenwöhr im Nordosten, Ringau im Osten, Altneuwirthshaus im Südwesten und Kalkbüsch im Nordwesten. Der Weiler ist von dem eineinhalb Kilometer entfernten Plankenfels aus über di Staatsstraße 2191 und St 2186 sowie über eine Ortsverbindungsstraße erreichbar, die bei Altneuwirtshaus von der St 2186 abzweigt.

## Geschichte
Plankenstein ist seit der mit dem bayerischen Gemeindeedikt von 1818 erfolgten Gemeindegründung ein Gemeindeteil der Gemeinde Plankenfels. Vor den infolge der Gebietsreform in Bayern erfolgten Eingemeindungen hatte die zum Landkreis Ebermannstadt gehörende Gemeinde Plankenfels 1961 insgesamt 892 Einwohner, davon 22 in Plankenstein, das damals sechs Wohngebäude hatte.

## Baudenkmäler
Baudenkmäler sind die westlich des Weilers gelegene Burgruine Plankenstein und ein Denkmal für die Gefallenen beider Weltkriege.

Burgruine Plankenstein
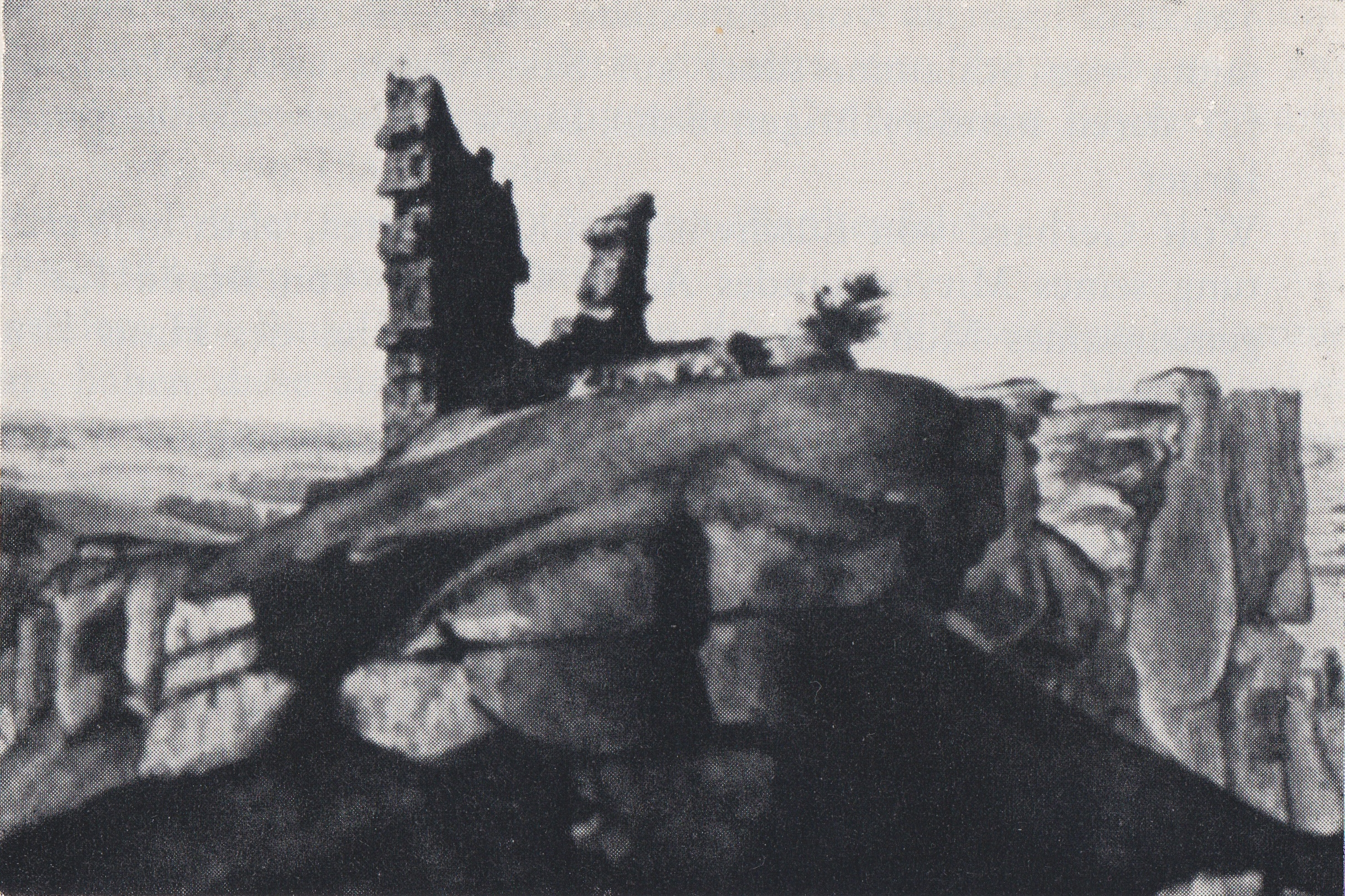
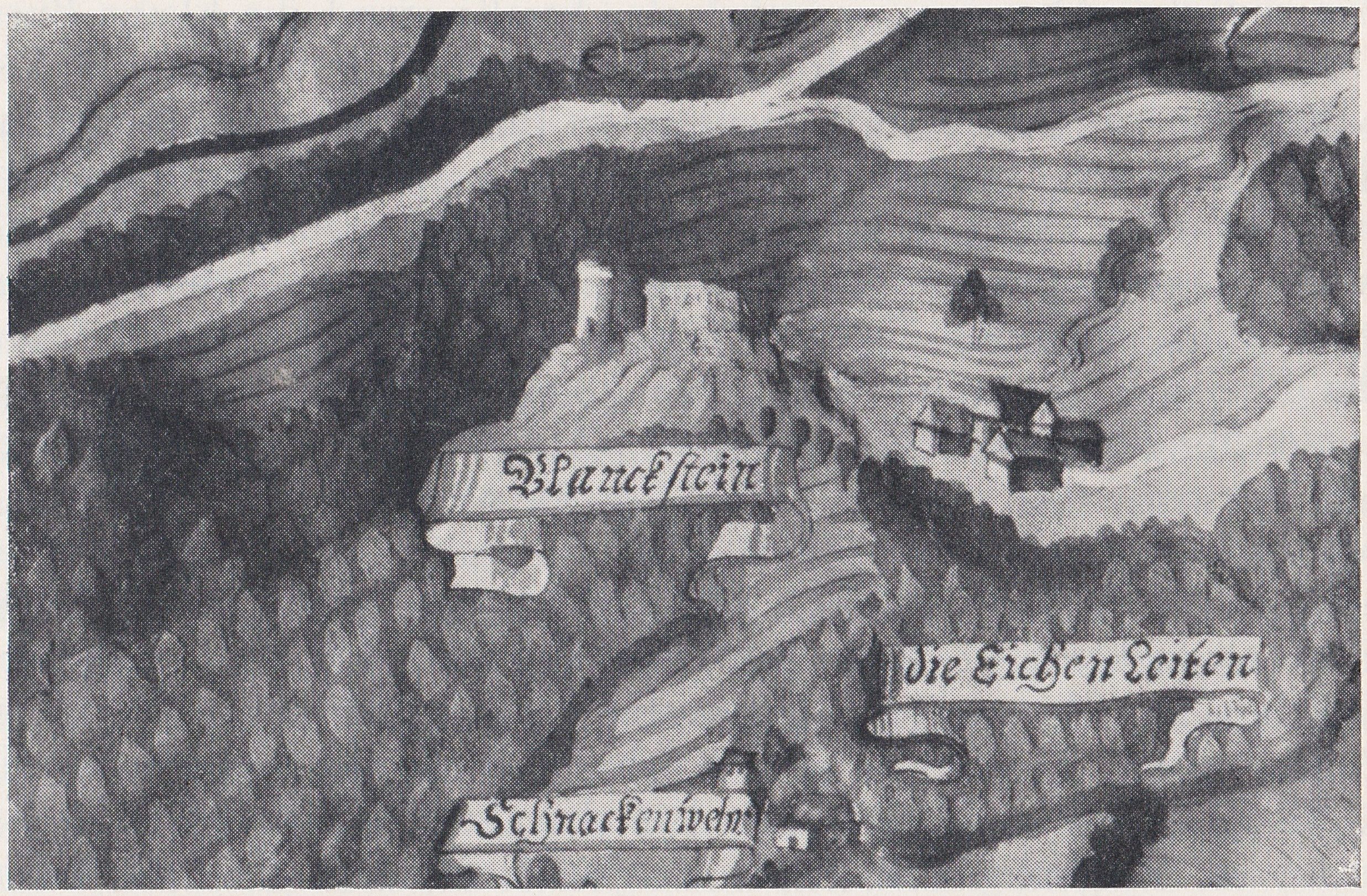
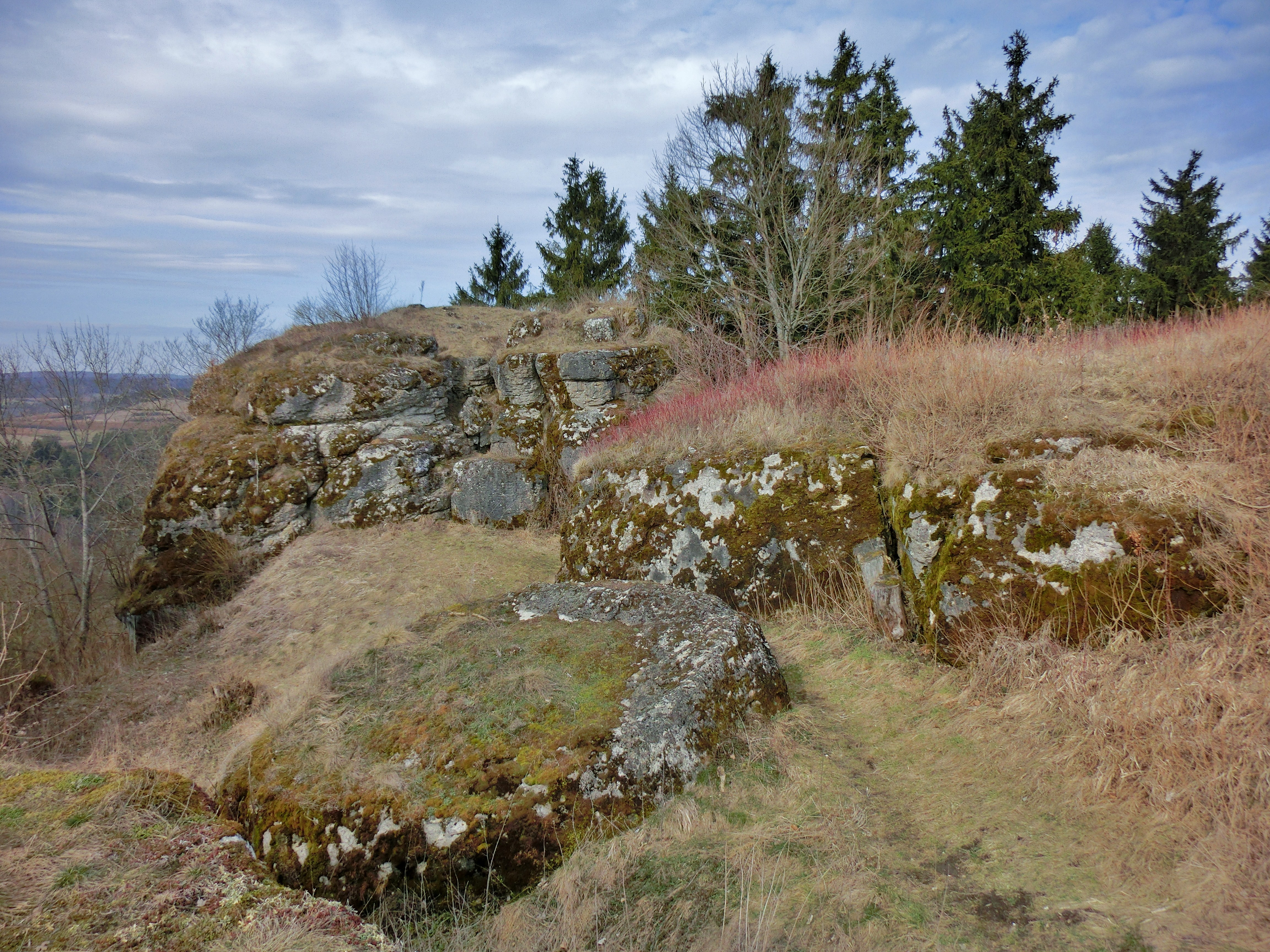
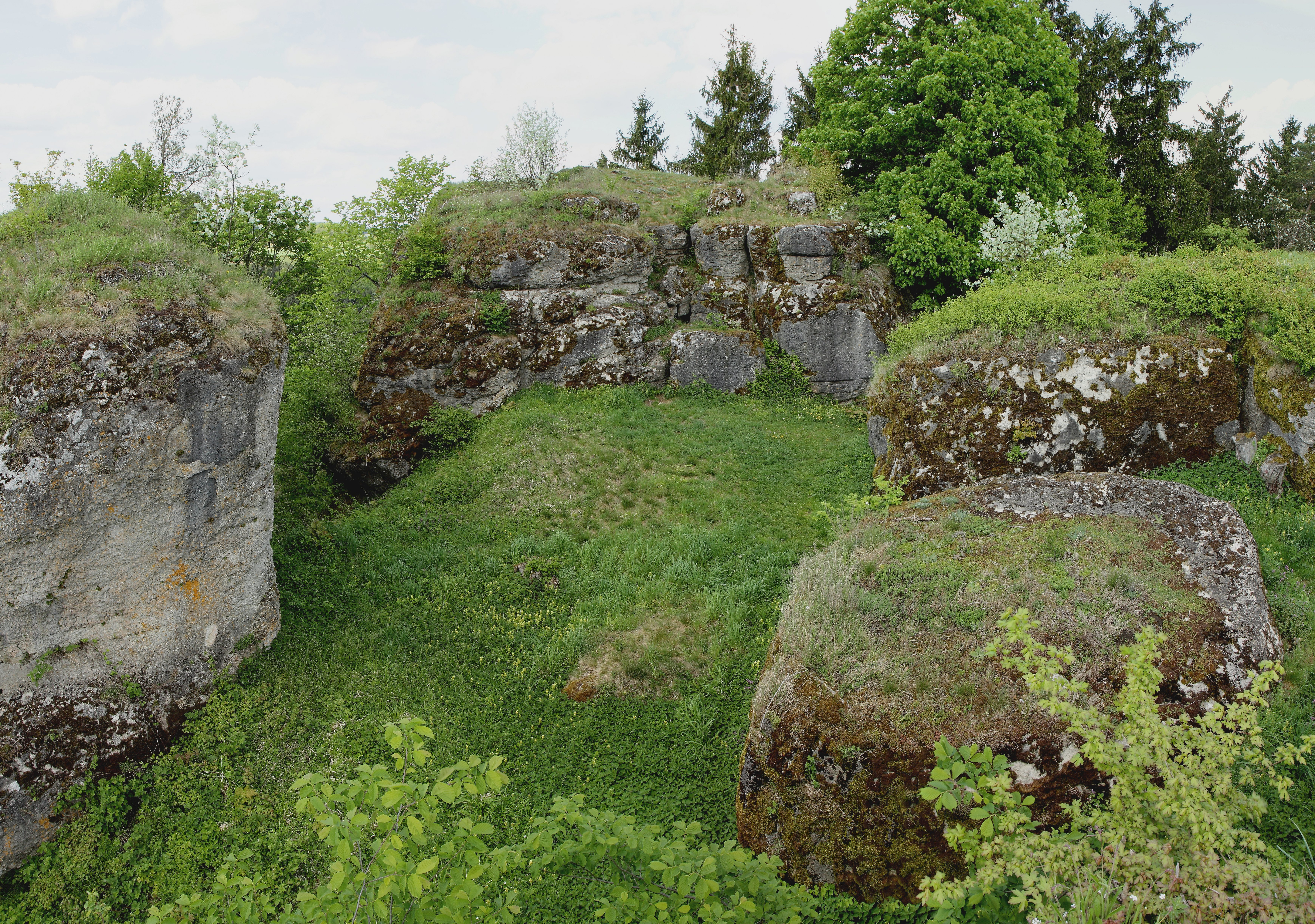